# Hypsiboas freicanecae
Hypsiboas freicanecae es una especie de anfibios de la familia Hylidae. Es endémica de Brasil.
Sus hábitats naturales los bosques tropicales o subtropicales secos y a baja altitud y los ríos.